# (159776) Eduardoröhl
(159776) Eduardoröhl, désignation internationale (159776) Eduardorohl, est un astéroïde de la ceinture principale.

## Description
(159776) Eduardorohl est un astéroïde de la ceinture principale. Il fut découvert le 2 mai 2003 à Mérida par Ignacio Ramón Ferrín Vázquez et Carlos Leal. Il présente une orbite caractérisée par un demi-grand axe de 2,57 UA, une excentricité de 0,21 et une inclinaison de 14,1° par rapport à l'écliptique.

## Compléments